# Bairdia simuvillosa
Bairdia simuvillosa är en kräftdjursart. Bairdia simuvillosa ingår i släktet Bairdia och familjen Bairdiidae. Inga underarter finns listade.